# Klage der Kuh

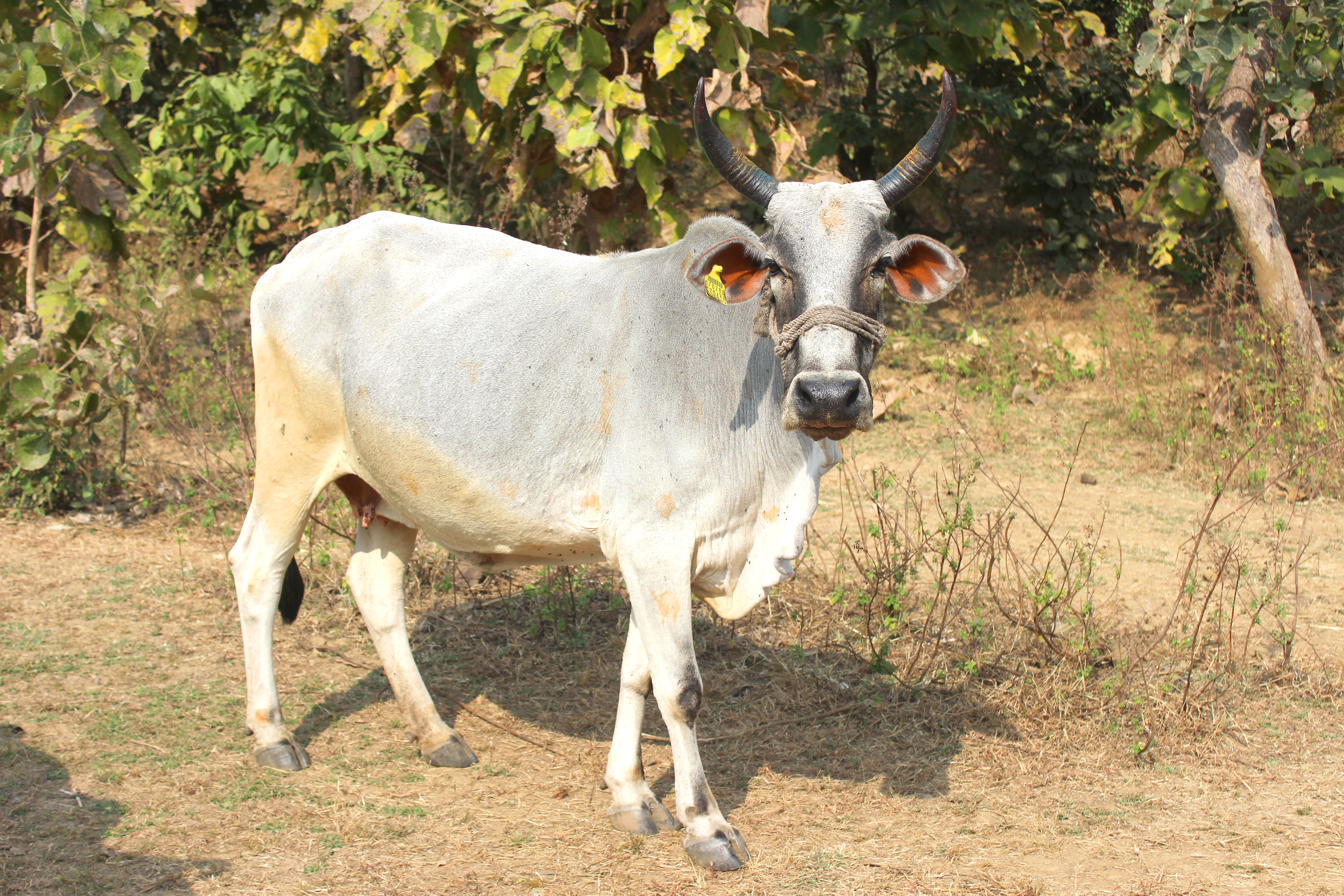
Kuh in der Nähe von Bhopal in Indien

Die Klage der Kuh ist ein Dialog zwischen der Kuh und einer Hörerschaft. Sie ist vom ältesten Teil des Avestas überliefert und basiert auf alten indoeuropäischen Mythen mit dem Motiv von Viehdiebstählen. Sie gehört zu den bekanntesten Geschichten aus dem Avesta. Die Klage der Kuh ist eine Reform des Mythos für die Gefolgschaft von Zarathustra mit weltlichen und spirituellen Elementen.

## Einleitung
Die Klage der Kuh ist ein Dialog aus den ältesten Texten des Avestas. Der Dialog ist aus dem Yasna und trägt die Bezeichnung Yasna 29. Er ist in 11 Abschnitte unterteilt, die mit Yasna 29.1 bis Yasna 29.11 angegeben werden. Die Klage der Kuh ist Bestandteil des ersten Gesangs der Gathas.
Die Gathas, in die die Klage der Kuh eingereiht wird, sind ein historischer Text, der eine Gemeinschaft in einem kritischen Moment ihrer Geschichte beschreibt. Sie stellen Situationen und Ideen dar, die die Gemeinschaft beschäftigten, als diese Literatur geschaffen wurde. Die Gathas sprechen von denen, die sie beim Namen nennen, in der Gegenwart. Es geht um reale Menschen, die einen wichtigen Platz innerhalb der Familie, dem Clan oder im Stamm einnahmen. Der deutlichste Hinweis auf historische Personen ist deren Einbezug durch den Rezitator, wenn er um göttliche Gunst für „Zarathustra und uns“ und „Vistaspa und mich“ bittet.

## Inhalt
Der dramatische Dialog der Klage der Kuh wird von der Kuh eröffnet, die sich an eine Hörerschaft wendet. Sie klagt ihr ihr Leid und fordert ein Ende ihrer misslichen Lage.

« L’être de la Vache se plaint à vous: ‚Pour qui m’avez-vous taillé? Qui m’a charpenté? Rage et domination. Entrave, lien et coup me tiennent ligoté. Je n’ai d’autre pâtre que vous; dès lors, donnez-moi satisfaction par un bon travail de pâtre!‘ »

„Das Wesen der Kuh beklagt sich bei euch: ‚Für wen habt ihr mich bestimmt? Wer hat mich geformt? Zorn und Übermacht, Grausamkeit, Fessel und Brutalität, jedes davon hat mich gebunden. Ich habe keine anderen Hirten als euch – darum gebt mir Genugtuung durch gute Hirtenarbeit!‘“

Daraufhin wendet sich der Gestalter der Kuh an die Harmonie mit der Frage, ob es so vorgesehen sei, dass sich die Kuh auf der Weide ernähre, verbunden mit der Arbeit des Hirten. Welcher Hirte denn ihrer Meinung nach den Zorn und die Anhänger der Täuschung vertreiben könne. Nach ein paar Diskussionen wird die Frage Mazda übergeben. Mazda ist nach Ansicht der Teilnehmer derjenige, der am besten im Gedächtnis behält, welche Gebote früher von (schlechten) Göttern und (schlechten) Menschen angewandt wurden und welche später kommen werden. Er erklärt, dass die Kuh im Rahmen der Schöpfung, für die er die Verantwortung trage, für den Viehzüchter und Hirten vom Gestalter geformt worden sei. Der Gestalter der Kuh schlägt darauf Zarathustra als Hirten für die Kuh vor. Die Kuh ist damit nicht zufrieden und beklagt sich.

« Et pourtant, l’être de la Vache se lamente: ‚Et dire que je dois me contenter de la voix sans force d’un homme faible, alors que je le souhaite … ! Sera-t-il jamais présent celui qui lui donnera faveur et coup de main?‘ »

„Und doch klagt das Wesen der Kuh: ‚Und ich muss mich mit der kraftlosen Stimme eines schwachen Mannes begnügen, während ich mir wünsche …! Wird niemals einer anwesend sein, der ihm Gunst und Hilfe gewähren wird?‘“

Es bleibt der Kuh aber keine andere Wahl. Sie muss sich mit Zarathustra begnügen. Der Gesang endet mit einem nicht eindeutigen Gebet, um Zarathustra mehr Macht zu geben.

## Beschreibung

### Der Dialog
Die Klage der Kuh ist in den Details aus verschiedenen Gründen schwierig zu verstehen. Eines der größten Probleme stellt die Identifikation des Erzählers und der Zuhörer dar. Namentlich erwähnt sind die Kuh und der Gestalter der Kuh, Zarathustra und Mazda. Alle anderen Teilnehmer ebenso wie die Sprechenden in den einzelnen Abschnitten können nur vermutet werden.
Im Abschnitt 29.2 wird die in den Gathas einmalig aufgeführte Entität Gǝuš Tašan erwähnt, die mit Zimmermann der Kuh, beziehungsweise Gestalter der Kuh übersetzt wird. Gemäß einer wissenschaftlichen Meinung ist es dieser, der in den Absätzen 29.2 bis 29.8 einen Dialog mit Mazda führt. Der Dialog ist eingerahmt von den Klagen der Kuh in Absatz 29.1 und 29.9. Die zwei restlichen Abschnitte 29.10 und 29.11 nehmen in der Anrufung Mazdas den Faden aus dem vorherigen Gesang (Yasna 28) wieder auf.
Dem gegenüber steht die Annahme, dass in den meisten Abschnitten Zarathustra die sprechende Person ist (29.1, 29.2, 29.5–29.7, 29.9–29.11).
Für den Sprecher des Abschnitts 29.8, worin Zarathustra als Hirte der Kuh vorgeschlagen wird, werden der Gestalter der Kuh, Mazda und Vohu Manah vorgeschlagen.

### Die Adressaten
Bei den Anfang des Gesangs in der zweiten Person Plural angesprochenen anonymen Adressaten handelt es sich um eine Gruppe von guten Gottheiten, die nicht ausdrücklich Ahura Mazda zugeordnet werden können. Es sind Gottheiten, von denen die Kuh Hilfe und Schutz erwarten kann. Sie stellt ihnen die zwei Fragen, für wen sie lebe und wer sie konstruiert habe. Ahura Mazda wird ihr in 29.6 antworten, dass sie nicht das Ergebnis einer kollektiven Tat von Göttern gewesen, sondern sie im Rahmen der Schöpfung des Kosmos für den Viehzüchter und den Hirten gestaltet worden sei.

### Der Gestalter
Die Identität des Gestalters der Kuh ist nicht vollständig gesichert und wird gegenüber dem verantwortlichen Schöpfer des Kosmos, Ahura Mazda, abgegrenzt. Wahrscheinlich stammt die Figur, die im Abschnitt 29.6 erwähnt ist, von der indoiranischen Figur des Tvashtri ab, der vom ältesten Teil des Rigveda überliefert ist. In der Klage der Kuh wird er Thvoreschtar (französisch le tailleur/der Schneider/le façonneur/der Formgeber; englisch: the Artisan/der Kunsthandwerker) genannt.

### Ahura Mazda
Die Vormachtstellung von Ahura Mazda gegenüber allen anderen Gottheiten und dem Gestalter zeigt sich, indem er es selber ist, der der Klage der Kuh antwortet. Er ist der Autor und Verantwortliche für den Kosmos, wie er erschaffen wurde. Wenn es die Götter als Ganzes sind, die für die ständige Sicherheit und Pflege der Weide sorgen, so ist es Ahura Mazda als Schöpfer, dem die archetypische Erschaffung der Kuh zu verdanken ist.

### Sprachliche Schwierigkeiten
Die Schwierigkeit und die Unklarheiten des Textes haben zu vielen Interpretationen vor allem der nicht namentlich erwähnten Teilnehmer des Dialogs geführt. Es haben sich zwei wissenschaftliche methodische Ansätze herauskristallisiert. Im streng philologischen Ansatz von Jean Kellens und Eric Pirart werden die abstrakten Bezeichnungen für die Teilnehmer beibehalten. So übersetzen sie zum Beispiel den avestischen Begriff aus den Texten mit Harmonie (l’Harmonie). Den gleichen avestischen Begriff interpretiert William W. Malandra als Aša Vahišta. Analoges geschieht mit dem göttlichen Gedanken (la divine Pensée) zu Vohu Manah und dem Einfluss (l’emprise) zu Xšathra Vairya. Alle drei sind Wesenheiten der Amescha Spenta, die aber erst später in der Orthodoxie des Avestas kanonisiert wurden.
Eine weitere Schwierigkeit bereitet das Verständnis einzelner Passagen, so dass diese verschiedene und zum Teil unverständliche Aussagen erfahren. Im Folgenden eine Übersetzung des Abschnitts 29.7 mit dem streng philologischen Ansatz und eine zweite, die denselben Abschnitt interpretiert übersetzt.

« Le Maître Mazda, d’accord avec l’Harmonie, charpente pour la Vache la formule de la libation et celle du lait; cette (formule) est bénéfique par son enseignement pour … (Mazda:) ‚Qui … qui … aux hommes?‘ »

„Im Einvernehmen mit der Harmonie erschafft für die Kuh der Meister Mazda die Formel des Trankopfers und diejenige der Milch; diese (Formel) ist wohltuend durch seine Lehre für … (Mazda:) ‚Wer … wer … den Menschen?‘“

“Ahura, who is of the same will as Aša, created this formula of libation And lordly Mazda by his command created milk of the cow for those who long for food. ‚Whom do you have with Vohu Manah who might care for the two of us for men?‘”

„Im Einvernehmen mit Aša erschuf Ahura diese Formel des Trankopfers. Und der edle Mazda erschuf auf sein Geheiß Milch von der Kuh für diejenigen, die hungrig waren. ‚Wen hast du für uns, ausgestattet mit Vohu Manah, der sich um uns zwei kümmern könnte?‘“

## Mythos und Reform
Die Klage der Kuh ist eine Geschichte, die ausschließlich in der indoiranischen Tradition zu finden ist. Sie hat sich aus den weiterverbreitenden Mythen der Viehdiebstähle heraus entwickelt.
Die Viehwirtschaft war die wirtschaftliche Basis der Indoeuropäer. Es ist deshalb nicht erstaunlich, dass die Kuh oder der Ochse bei wichtigen indoeuropäischen Mythen anwesend ist, wie bei der Schöpfung des Kosmos oder beim ersten Viehüberfall. Bei der Entstehung der Welt wird mit der Opferung eines Ochsen und dessen Tod die Schöpfung in Gang gesetzt. Bei den Viehüberfällen ist das Vieh die Ursache einer kriegerischen Handlung gegen den wirtschaftlichen Lebensunterhalt. Die beiden Mythen hielten Einzug in die ganze indoeuropäische Literatur wie zum Beispiel bei den Opferritualen der Hethiter, den Viehüberfällen bei Homer oder Hesiod und einem vorgetäuschten Viehüberfall bei der indischen Krönungszeremonie.
Die Geschichte der Klage der Kuh ist keine Erfindung von Zarathustra. In der indischen Erzählung Ramayana wird zum Beispiel die Geschichte des Priesters Vasishta und des Königs Vishvamitra erzählt. In der Geschichte will der König die Kuh, die dem Priester so viel Reichtum beschert, in seinen Besitz bringen. Nachdem alle Angebote auf taube Ohren gestoßen sind, entführt der König die Kuh. Die Kuh ist darüber nicht erfreut und flieht zurück zum Priester. Dort klagt sie dem Priester ihr Leid.
Während in der indischen Geschichte die Rivalität zwischen Priesterschaft und weltlicher Herrschaft einen wichtigen Raum einnimmt, sind in der Reform Zarathustras Viehüberfälle nichts anderes als Diebstahl. In der Klage der Kuh werden am Anfang die sprachlichen Begriffe von Attributen eines Kriegers aufgelistet: dessen Zorn, die feindlichen Übernahmen von Herden, die Grausamkeit, Dreistigkeit und Brutalität. Aus dem Blickwinkel eines damaligen Kriegers waren dies Tugenden. Aus der Sicht Zarathustras entstand daraus Leid für die Hirtenbevölkerung. Deshalb mussten sich die Anhänger Zarathustras verpflichten, auf Viehüberfälle zu verzichten.

## Rezeption
Der Dialog stellt eine Allegorie des Konflikts von Lebensumständen und religiösen Auseinandersetzungen zur Zeit Zarathustras im Osten des Irans dar. Er schildert den Kampf Zarathustras für die Etablierung seiner religiösen Lebensform. Die Seele der Kuh, Zarathustra und die übrigen Teilnehmer des Dialogs repräsentieren den friedlichen und sesshaften Weg einer Agrikultur, in der die Viehzüchter eine wichtige Rolle spielen. Ihnen gegenüber stehen die gesetzlosen Nomaden und hartnäckigen Gefolgsleute des alten Wegs, diejenigen, die die Daevas verehren. Der religiöse Kontext gibt der Klage der Kuh sowohl einen weltlichen als auch spirituellen Inhalt.
Eine andere wissenschaftliche Meinung stellt die Religion mit ihren Ritualen in den Mittelpunkt. Die Gefolgsleute der Daevas, die die Falschheit gewählt haben, führen gewalttätige, orgastische und blutige Opfer durch, während Zarathustra und die Anhänger von Aša Vahišta die Kuh respektieren und in den Ritualen angemessen behandeln.
Eine dritte Meinung schlägt in einer Hypothese vor, dass die Klage der Kuh eine übertragene bildliche Darstellung der Daena sei. Das Konzept der Daena kommt nur kurz in den Gathas vor und ist dort ein unscharfer Begriff. In den späteren Texten des Avestas, wie dem Vendidad, wird Daena zum Programm für Einsicht und Offenbarung. Die Hypothese wird bestärkt durch die Darstellung der Kuh im Rigveda, wo sie eine Metapher für Dichtung darstellt.